# Prasophyllum colensoi
Prasophyllum colensoi är en orkidéart som beskrevs av Joseph Dalton Hooker. Prasophyllum colensoi ingår i släktet Prasophyllum och familjen orkidéer. Inga underarter finns listade i Catalogue of Life.